# Rotdrossel

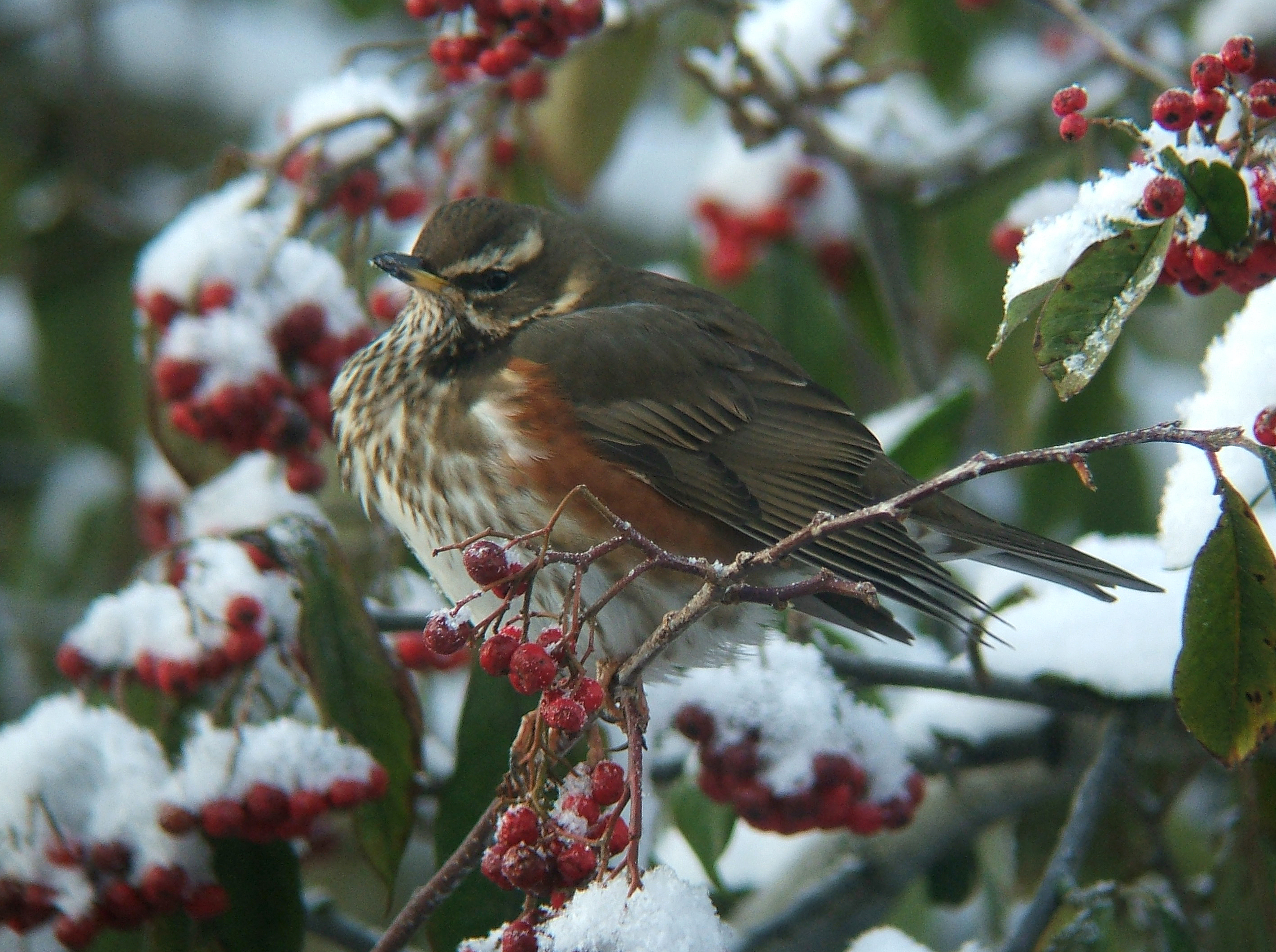
Rotdrossel im Winter

Die Rotdrossel (Turdus iliacus) ist eine Vogelart aus der Familie der Drosseln (Turdidae), die zur Ordnung der Sperlingsvögel (Passeriformes) gehört. In Mitteleuropa ist die Rotdrossel der kleinste Vertreter der echten Drosseln. In der alten Literatur wird sie auch als Pfeifdrossel und Weißdrossel geführt.

## Aussehen und Merkmale

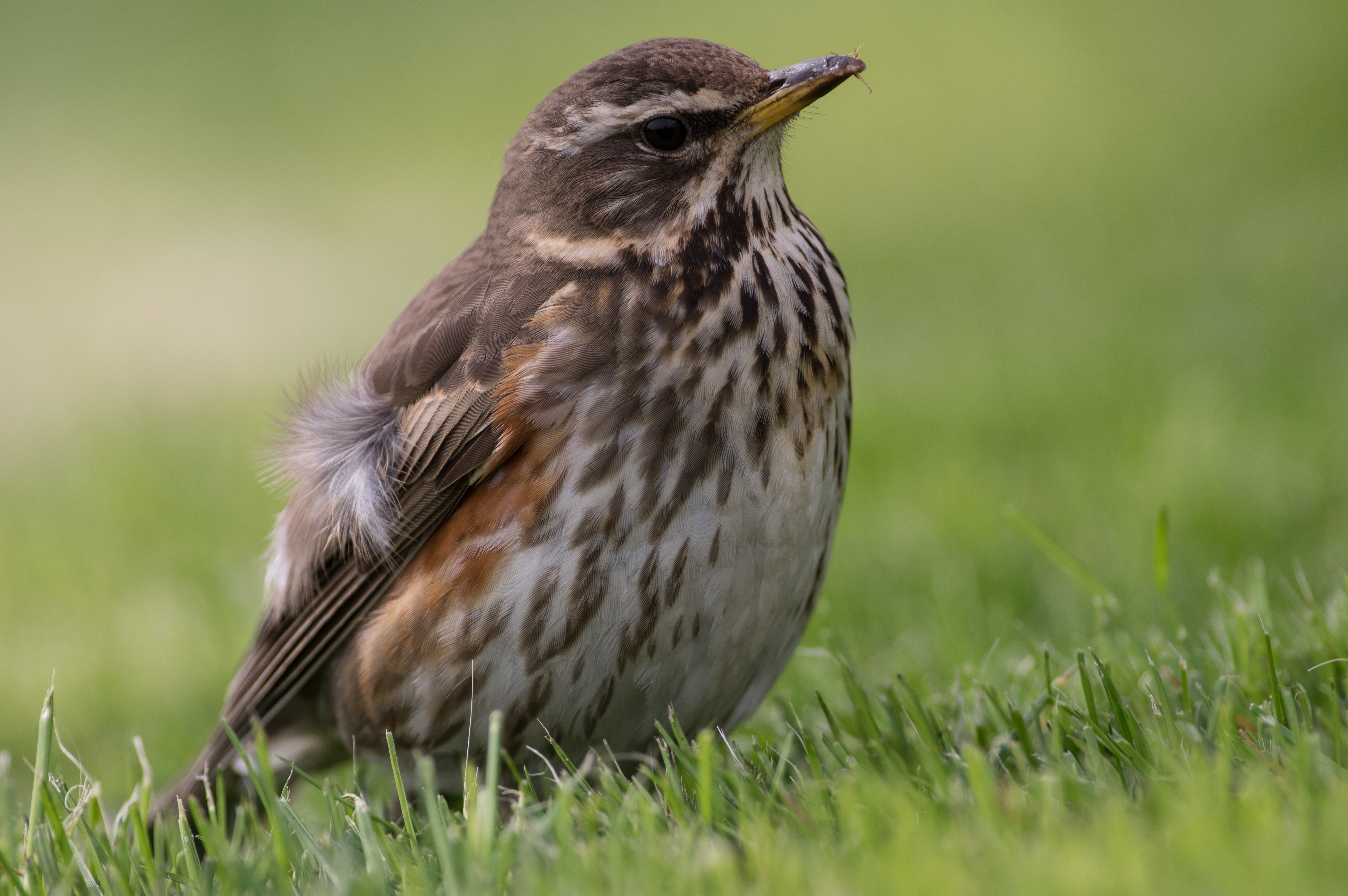
Vom Vogelzug erschöpft: Rotdrossel auf Helgoland

Rotdrosseln erreichen eine Körperlänge von 21 Zentimetern. Ihre Flügelspannweite beträgt 33 bis 34 Zentimeter, sie werden zwischen 60 und 65 Gramm schwer. Es besteht kein auffälliger Sexualdimorphismus.
Rotdrosseln ähneln den Singdrosseln, sie sind überwiegend braun gefärbt und haben eine helle, gesprenkelte Unterseite. Der Bauch ist fast durchgängig weiß, sie haben jedoch einen kürzeren Schwanz und einen größeren Kopf. Die Flügelunterseiten sind rostrot gefärbt, was im Flug gut erkennbar ist, und auch im Sitzen kann man noch das Rot an den Flanken erkennen. Das beste Unterscheidungsmerkmal zur Singdrossel ist der helle Überaugenstreif.
Frisch geschlüpfte Rotdrosseln sind auf dem Kopf, dem Rücken, den Schultern und den Flügeln dicht beigefarben bedunt. Ihr Rachen ist gelb, der Schnabelwulst gelblich weiß.

## Lautäußerungen
Der Ruf ist ein lang gezogenes „Tsiiiep“. Er ist besonders beim Abflug oder als nächtlicher Flugruf zu vernehmen. Zum Rufrepertoire gehören auch raue check- und an Amseln erinnernde däck- oder duck-Laute. Der Gesang ist variabel und besteht meistens aus zwei Teilen, erst einigen flötenden Tönen und dann unruhiges und raues Zwitschern. Der volle Reviergesang ist gelegentlich im Frühjahr auch in Mitteleuropa zu hören.

### Dialekte
Der Gesang dieser Art unterliegt regionalen Schwankungen. So gibt es bei der Art klare Regionaldialekte, welche sich untereinander abgrenzen lassen. Innerhalb einer geographischen Dialektregion ist der Gesang oft nur wenig variabel und die Individuen teilen große Teile ihres Gesangs. Bei einer norwegischen Untersuchung hatten die Dialektgebiete eine durchschnittliche Größe von nur 41,5 km². Die Dialektregionen grenzen häufig direkt aneinander. Männchen, die in einer Übergangszone zwischen zwei Dialekten leben, singen zwar meist vorrangig einen Dialekt, mischen diesen aber mit dem zweiten Dialekt.

## Lebensraum

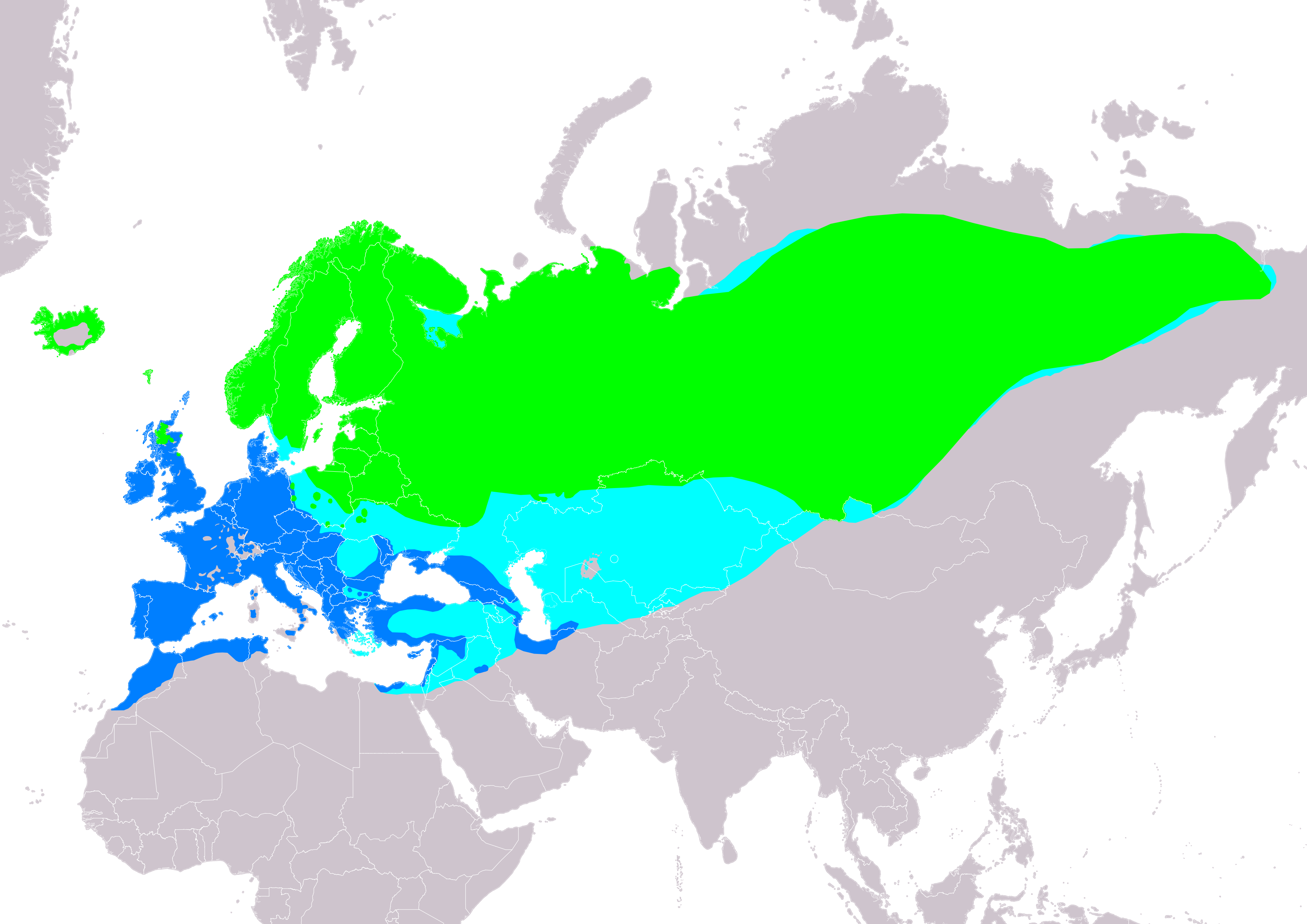
Verbreitung der Rotdrossel:
Brutgebiete
Migration
Überwinterungsgebiete

Rotdrosseln brüten in den nördlichen Regionen Europas und in Russland. Das Brutgegebiet reicht von Island bis ins nördlichste Schottland, durch Skandinavien, Finnland, die baltischen Staaten, Nordpolen, Weißrussland, die nördliche Ukraine sowie durch den größten Teil Russlands. Sie sind Zugvögel, die in Mittel-, vor allem jedoch in West- und Südeuropa überwintern. Im Baltikum und an den Küsten Islands und Norwegens sind sie manchmal auch Jahresvögel. Sie sind in Mitteleuropa deswegen vor allem zu den Zugzeiten im Frühjahr und Herbst zu beobachten. Sie halten sich dann vor allem in Parks, aufgelockerten Wald- und Buschlandschaften sowie an Waldrändern auf und sind häufig mit anderen Drosselarten vergesellschaftet, die sich im Winterhalbjahr gleichfalls von Beeren ernähren. Gelegentlich übersommern auch einzelne Vögel in Mitteleuropa.
Die Brutgebiete der Rotdrosseln sind die Nadel- und Birkenwälder in Skandinavien und Sibirien, aber auch Parks und offenes Waldland.

## Nahrung
Rotdrosseln sind omnivor. Wie viele Echte Drosseln ernähren sie sich während der Brutzeit vorrangig von verschiedenen Wirbellosen, wie beispielsweise Insekten, Doppelfüßern und Schnecken. Im Herbst und Winter wird die Ernährung dann zunehmend frugivor, sodass der Großteil der Nahrung vor allem aus verschiedenen Beeren und anderen Früchten besteht. Ob sie dabei auch zu den Mistelverbreitervögeln gehören, müsste noch geklärt werden.

## Brut

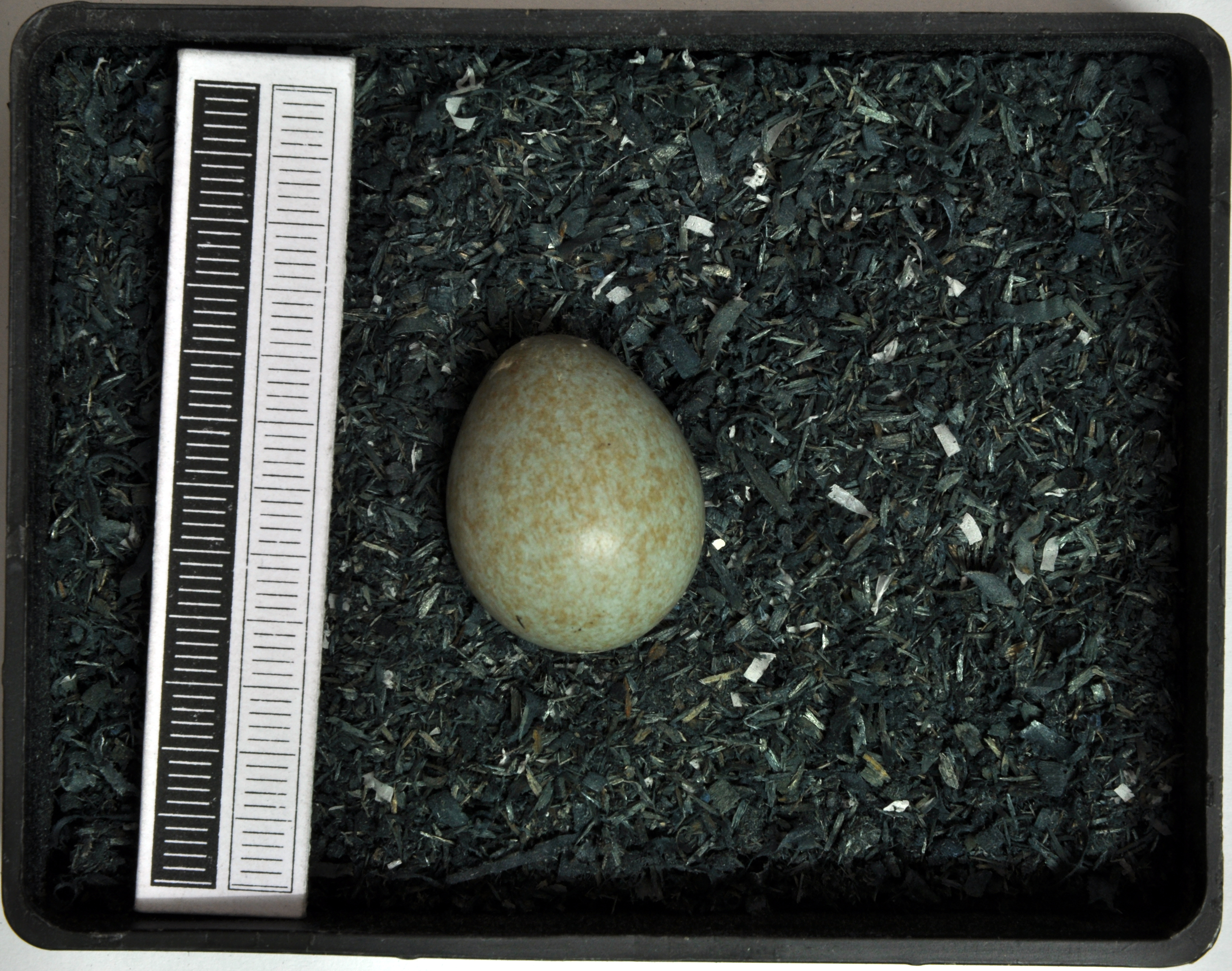
Ei (Sammlung Museum Wiesbaden)

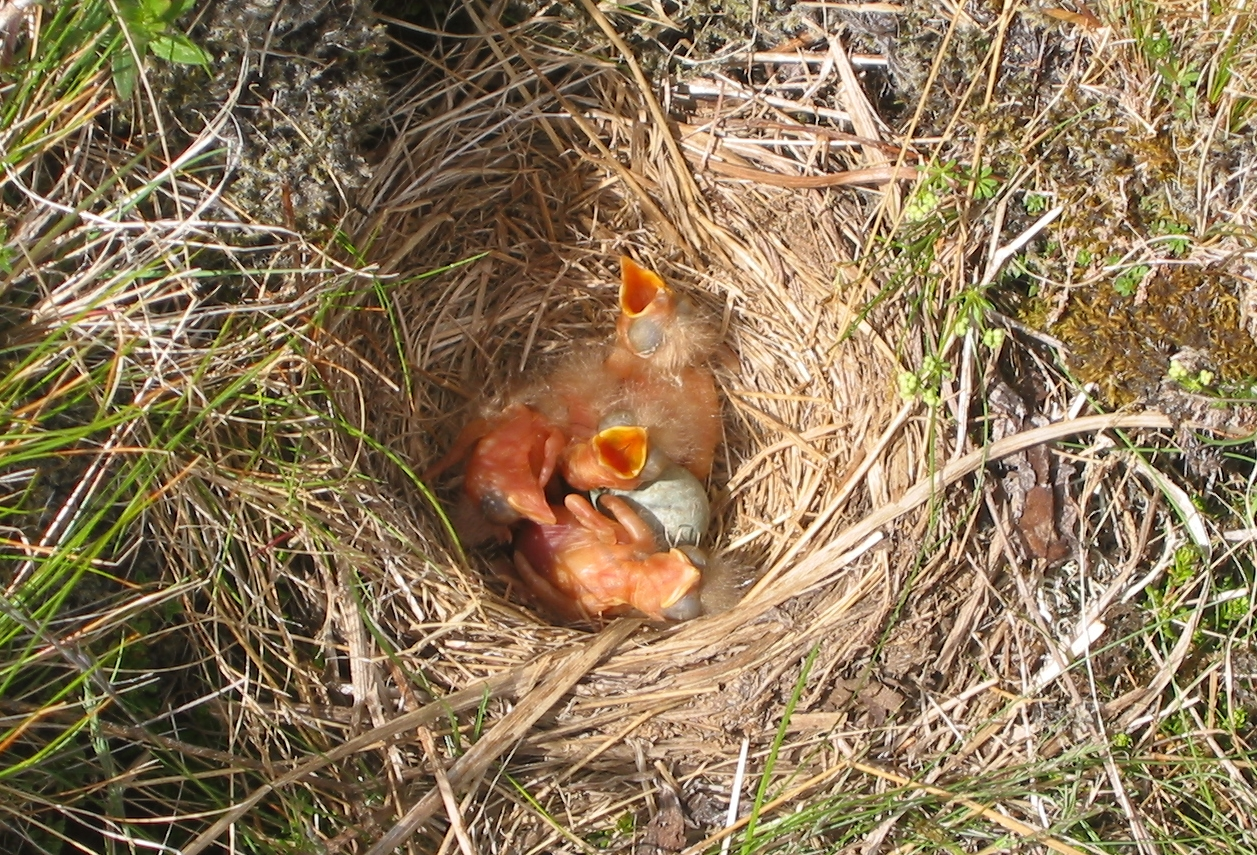
Nest mit Jungvögeln der Rotdrossel

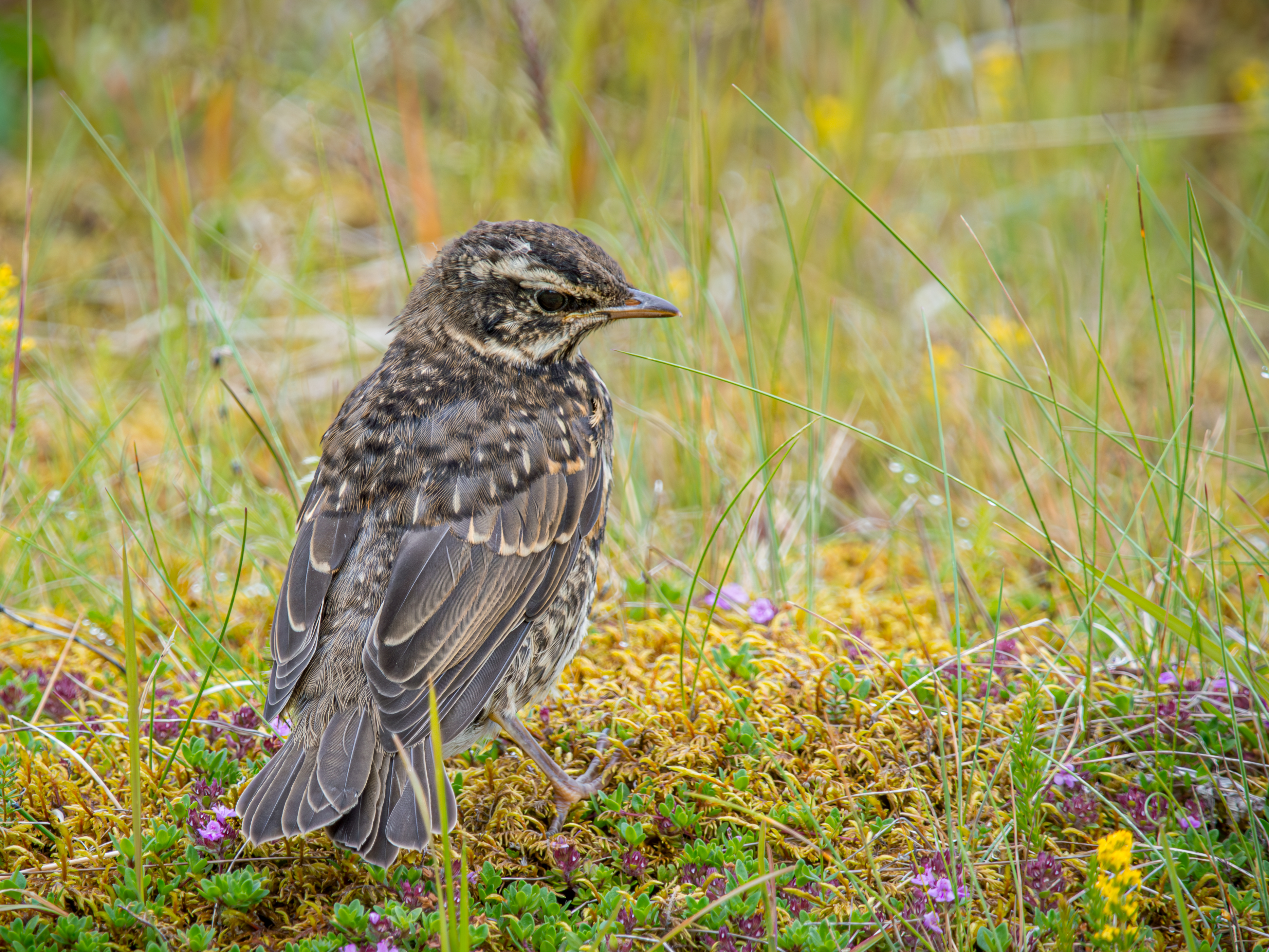
Junge Rotdrossel auf Island

Die Brutzeit der Rotdrossel beginnt im Süden ihres Verbreitungsgebietes Ende April bis Anfang Mai. Im äußersten Norden ihres Verbreitungsgebietes beginnen sie gelegentlich erst im Juli mit der Brut. Der Brutstandort der Rotdrossel sind aufgelockerte oder junge Nadel-, Birken- und Erlenwälder sowie Birken- und Weidendickichte am Rand der Tundra. Das Nest wird in variabler Höhe am Boden, in niedrigem Gebüsch oder in Bäumen gebaut. Es ist häufig gegen den Stamm gelehnt oder befindet sich auf einem starken Seitenast.  Wie bei allen Drosseln ist das Nest ein fester, halbkugeliger Napf. Er wird aus Gras, feinen Reisern, Moos und Flechten und gelegentlich auch feuchter Erde oder Schlamm gebaut. Die eigentliche Nistmulde ist mit feinem Gras ausgepolstert. Rotdrosseln geben ihre Nester bei Störungen schnell auf, fangen aber sofort mit dem Bau eines neuen Nests an.
Das Gelege besteht aus vier bis fünf, seltener zwei oder bis zu acht Eiern. Diese sind spindelförmig und haben eine glatte, glänzende Oberfläche. Sie ähneln Amseleiern und haben wie diese eine hell grünlichblaue Grundfärbung mit gleichmäßig rotbraunen Sprenkeln oder einer rotbraunen Marmorierung. Nur das Weibchen brütet. Nach 11 bis 13 Tagen schlüpfen die Jungen, die nach neun bis zwölf Tagen das Nest verlassen, obwohl sie dann noch nicht flügge sind. Sie verstecken sich in der Krautschicht in der Nähe des Nests. Rotdrosseln ziehen bis zu zwei Bruten pro Jahr groß.

## Einzelbelege
1. 1 2  Einhard Bezzel: Vögel. 1996, S. 412.
2. 1 2 3  C. Harriso, P. Castell: Jungvögel, Eier und Nester der Vögel Europas, Nordafrikas und des Mittleren Ostens. 2004, S. 237.
3. 1 2  Tore K. Bjerke, Tron H. Bjerke: Song Dialects in the Redwing Turdus iliacus. In: Ornis Scandinavica (Scandinavian Journal of Ornithology). Band 12, Nr. 1, 1981, ISSN 0030-5693, S. 40–50, doi:10.2307/3675903, JSTOR:3675903.
4. ↑  T. Bjerke: Geographic variation in the song of the Redwing, Turdus ialicus. In: Sterna. Band 12, 1974, S. 65–76 (norwegisch).
5. ↑  M. Debussche, P. Isenmann: An example of Redwing diet in a Mediterranean wintering area. In: Bird Study. Band 32, Nr. 2, Juli 1985, ISSN 0006-3657, S. 152–153, doi:10.1080/00063658509476871.